# Calloplesiops argus
Calloplesiops argus és una espècie de peix de la família Plesiopidae i de l'ordre dels perciformes.

## Morfologia
Els mascles poden assolir els 16 cm de longitud total.

## Distribució geogràfica
Es troba a les Filipines i Indonèsia.